# هجمات حافلات فجة
هجمات حافلات فجة هي سلسلة من الهجمات المسلحة التي قام بها الفلسطينيون العرب في عام 1947 ضد اليهود في فلسطين (توضيح) انتقامًا لعملية اغتيال عائلة الشوبكي التي كانت قد حدث قبل 10 أيام من بداية الهجمات كجزء من الحرب العربية الإسرائيلية التي بدأت بين عامي 1947 و1948 في فلسطين الانتدابية في أعقاب اعتماد الأمم المتحدة لخطة الأمم المتحدة لتقسيم فلسطين.
بدأت الهجمات في 30 تشرين ثان (نوفمبر) عام 1947 حين هاجم مسلحون عرب حافلة تابعة لشركة إيغد كانت في طريقها إلى القدس من مدينة نتانيا الإسرائيلية، تبع هذا الهجوم هجوما آخر على حافلة أخرى، مما أسفر عن مقتل سبعة يهود.

## الأحداث والوقائع

### الهجوم الأول
كانت الحافلة الأولى التي تعرضت للهجوم من المسلحين الفلسطينيين هي الحافلة رقم 2094 المتجهة إلى القدس والتي غادرت نتانيا حوالي الساعة 7:30 صباحًا، وكان على متنها 21 راكبًا، وبينما كانت الحافلة تسير عبر قرية فجة التي أخليت في وقت لاحق من سكانها، اعترضها ثلاثة عرب يلوحون فاعتقد سائق الحافلة أنهم مسافرون، وعند إبطائه للمركبة أطلق المهاجمون النار على الحافلة مما أدى إلى خروج الحافلة عن الطريق، وعندئذٍ اقتحم المهاجمون الحافلة وأطلقوا النار على عدة أشخاص، فقُتل خمسة يهود بينهم امرأة تبلغ من العمر 22 عامًا كانت في طريقها لحضور حفل زفافها ورجل قُتل أثناء محاولته حماية زوجته.

### الهجوم الثاني
حدث هجوم ثان بعد مضي 25 دقيقة فقط من الهجوم الأول عندما قام المسلحون الفلسطينيون بالهجوم على حافلة أخرى كانت في طريقها إلى مدينة الخضيرة مما أدى إلى مقتل اثنين من ركاب الحافلة. وكان مردخاي أولمرت، والد إيهود أولمرت الذي أصبح فيما بعد رئيس وزراء سابق لإسرائيل، أحد الأشخاص الذين نجوا من الهجوم الثاني.

## التداعيات
وقع الهجوم بعد يوم واحد من تصويت الجمعية العامة للأمم المتحدة لصالح خطة تقسيم فلسطين الانتدابية التي تضمنت تقسيم المنطقة التي تديرها بريطانيا إلى دولتين، إحداهما دولة عربية والأخرى يهودية. ونتيجة لذلك تم الإعلان عن إضراب عربي عام في جميع أنحاء المدن الفلسطينية، مما أدى إلى تأجيج الأزمة. كان هجوم حافلة فجة هو أول هجوم خلال الحرب العربية اليهودية في فلسطين الانتدابية في عامي 1947-1948.
زعمت الأطراف الإسرائيلية أن الهجمات وقعت احتجاجًا على قرار الأمم المتحدة بتقسيم فلسطين، بينما أشار بعض المؤرخين، ومنهم المؤرخ الإسرائيلي بيني موريس، إلى أن الهجمات على الحافلات اليهودية كانت انتقامًا لاغتيال عائلة الشوبكي، وقتل خمسة عرب فلسطينيين على يد عناصر من تنظيم ليحي الصهيوني بالقرب من مستوطنة هرتسليا الإسرائيلية قبل عشرة أيام من الحادث، والتي يُعتقد أنها حدثت بدورها بدافع الانتقام لأن أحد أفراد عائلة الشوبكي كان قد أبلغ السلطات البريطانية عن أفراد من تنظيم ليحي. أشار المؤرخ بيني موريس في دراسة لاحقة إلى أن الدوافع الدقيقة لم تكن واضحة. كان رأي الأغلبية من أعضاء جهاز استخبارات الهاغاناه الصهيونيّ آنذاك أيضًا أن الدافع الأساسي للمهاجمين كان الانتقام من اغتيال عائلة الشوبكي، وقد دعم هذا الرأي نشرة إعلانية عربية نُشرت بعد فترة وجيزة على الجدران في مدينة يافا. رأي الصحفي الاستقصائي الإسرائيلي رونين بيرغمان أنّ كلا الهجومين نفذتهما القوات الموالية للثائر الفلسطيني حسن سلامة، كما أشار الأكاديمي الأمريكي روبرت آي روتبرج أيضًا إلى احتمال أن يكون الهجوم انتقاميًا.